# Середньовічне ірландське право
Середньовічне ірландське право або давньоірландське право (іноді використовуються застарілі англійські терміни брегонський закон або «закон брегонів» (англ. brehon law) — звід давньоірландських законів, що діяли на усьому острові до вторгнення англійців; у деяких громадах Коннахта, Мюнстера й Ольстера ірландське право продовжувало діяти аж до епохи королеви Єлизавети, тобто, до початку XVII століття. Англійська назва походить від давньоірл. brithem «суддя». В самих текстах узагальнена назва традиційних ірландських правових норм — fénechas; іноді також вживається термін bérla Féne «промови феніїв».

## Основні норми ірландського права

### Земельне право і статус
У «Сенхус-морі» на першому плані виступають щорічні переділи ораних земель, що перебували у володінні громади; такий розподіл існував у кельтів в давнину, в Ірландії зберігався до 1782 року, а у гірських громадах Шотландії та Уельсу зустрічається й нині. Хоча кельти не перешкоджали окремим членам громади придбати в особисту власність ділянки землі, але подвірне, чи хутірне, господарство у них не прижилось і члени родини (законні та незаконні) гуртом користувались ораною землею та пасовищами, а також різноманітними продуктами у господарстві. Сама родина займала спільну будівлю, що називалась crich; кілька таких «крихів» утворювали túath (щось на кшталт баронства), які у свою чергу об'єднувались у mór túath.
Пізніше з'явились у «мор туате» ватажки, яких називали rí («король»); сила і значення таких рі залежала від багатьох причин, серед яких чимале значення мали fuidhir (буквально означає ламана людина).
Особа, видалена за будь-що з клану, а відповідно, позбавлена земельних і спадкових прав, ставала fuidhir й шукала собі покровителя серед королів; корольок давав йому ділянку пустої землі, за яку вигнанець зобов'язувався особисто служити своєму покровителю зі зброєю в руках.
Вже у віддалені часи навколо королів збирались доволі численні дружини землевласників-воїнів, які, звичайно, сприяли посиленню влади королів та пригніченню народу; таким чином, поступово, із скромних ватажків утворились політично сильні королі, яких в Ірландії було п'ять (Ольстер, Мюнстер, Коннахт, Лейнстер і Міт, що належали родинам О'Ніл, О'Брайєн, О'Коннор, Мак-Моруг та О'Мелаглін).
Станових ступенів було кілька, але велике значення мали aire («благородні»), які, відповідно до Senchus már та інших законодавчих трактатів, мали володіти певною кількістю худоби, землеробського знаряддя, домашнього скарбу, зрештою, визначених розмірів дому з двором, площа якого була різною для кожного станового ступеню. Зазвичай дерев'яний будинок у вищих класів мав довжину 17-27 футів, а ширина двору визначалась главою дому, який сідав на поріг вхідних дверей і кидав перед собою певний предмет, де він падав, там і була межа двору.
Окрім вільних членів громади, що мали право власності на землю, виборче право на громадські посади, у ірландців були раби, контингент яких поповнювався завдяки розбійницьким морським набігам в Шотландію, Південну Англію та Бретань; раби обробляли землю, пасли стада своїх господарів й не мали жодних прав, поки землевласник-дворянин не знаходив можливість надати їм звання своїх орендарів, яких також часто називали fuidhir.
На щабель вище випущених на волю рабів стояв клас людей, що відповідав римським «клієнтам», туземного походження, який мав назву faifs; за право користування земельною ділянкою ці faifs вносили один з трьох розрядів данини, виходячи з угоди з юридичним власником землі; ця данина складалась майже виключно із сільськогосподарських продуктів і тільки пізніше перейшов на гроші.
Як і у більшості доісторичних народів, монетною одиницею ірландців була худоба й, головним чином, корова. Статок вільних людей залежав від землі, а тому у законі брегонів ретельно прописано всі юридичні відносини стосовно власності на землю й переходу прав влісності від однієї особи до іншої.

### Шлюб і родина
Так само ретельно, хоч і не завжди ясно, розглянуто шлюбні відносини; у цих справах верховна юрисдикція належала римському папі, але завдяки великій відстані на «зеленому» острові розвинулись своєрідні відносини між чоловіком і дружиною.
Розірвання шлюбу було справою звичайною, й законодавці потурбувались тільки про збереження майнових прав як законної дружини, так і незаконної; законна дружина мала право поступитись своїм майном цілком або частинами кому завгодно, контролювала розпорядження чоловіка й могла виділити свою долю із загального володіння, якщо її непокоїли зазіхання незаконної дружини.
Діти майже ніколи не виховувались удома, а віддавались за певну платню одному з бідних землеробів чи орендарів, у якого дівчата залишались до 14 років, а хлопчики — до 17. Якщо дитина помирала ще дуже малою, то її заміняла інша; вихованець мав утримувати прийомних батьків до своєї смерті.
Рівень освіти був невисоким: дівчата мали навчитись плести кошики, молоти ручним млинком, пекти хліб та доглядати худобу; для аристократок курс навчання доповнювався мистецтвом прядіння, крою, шиття й вишивки; хлопчиків навчали обпалювати цеглу, обробляти землю й рубати дрова, а аристократам викладали верхову їзду, плавання, кидання пращі та шахову гру. Їжа була для всіх однаковою й одноманітною; одежа, яку видавали батьки, була скромною, й лише діти королів носили шовк; за збитки, які спричиняли діти, пеню або «éric» сплачували прийомні батьки.

### Судочинство. Інші юридичні норми
Штрафи (пеня) були єдиною зброєю в руках брегонів, які не мали взагалі можливості накладати інші стягнення на винних. Штрафи отримували частково родичі постраждалого, частково король. Особа, що не мала змоги сплатити пеню, потрапляла у рабство. Арешт не виражався ув'язненням до в'язниці, а винуватого закували в кайдани. Смертна кара за убивство вільної людини була введена пізніше католицьким духовенством, яке набуло великого значення в країні.
Дороги, мости, пороми та рибальське знаряддя утримувались за рахунок громади, яка також піклувалась про утримання укріплень і фортець, що оберігали túath від нападів сусідніх кланів. Військовий обов'язок виконували всі, хто був здатний носити зброю, чоловіки й жінки однаково. Тільки настанова єпископів наприкінці VII століття (так званий «Закон Адомнана») змусила жінок відмовитись від військової служби.
Стосовно судочинства відомостей збереглось обмаль; відомо лише, що були різні інстанції, обвинувачі або прокурори й захисники. Межі земельних ділянок визначались межами й межовими ямами. Іноді межу ділянки визначав огамічний камінь з іменем пращура.